# Casa al carrer Portal (Sant Martí de la Morana)
Casa al carrer Portal és una casa de Sant Martí de la Morana, al municipi de Torrefeta i Florejacs (Segarra), inclosa a l'Inventari del Patrimoni Arquitectònic de Catalunya.

## Descripció
Edifici de pedra molt estret que tanca el carre del portal i el converteix amb un cul de sac. L'edifici presenta tres nivells: a la planta baixa un arc de mig punt adovellat amb dues obertures rectangulars modernes que el flanquegen, al primer pis una finestra rectangular sense cap element decoratiu i a la planta superior una segona finestra igual que la inferior, però amb unes dimensions més reduïdes. Tota la façana presenta carreus de pedra irregulars amb restes d'arrebossat.